# Rosa Liste München
Die WählerInneninitiative Rosa Liste München e. V. ist eine politische Gruppierung in München, die die Interessen von Schwulen, Lesben, Bisexuellen, Transgeschlechtlichen und Intergeschlechtlichen (LGBTI*) auf kommunaler Ebene vertritt. Sie schärft auch das Bewusstsein für die Existenz der „rosa Stimme“ und den Einfluss, den sie auf Wahlprozesse hat.
Die Bezeichnung wurde gewählt, weil „unter diesem Namen […] die Polizei in München bis 1987 bekannte Homosexuelle registriert“ hatte. „Der junge Verein übernahm den Begriff […] und verkehrte ihn ins Positive.“

## Geschichte

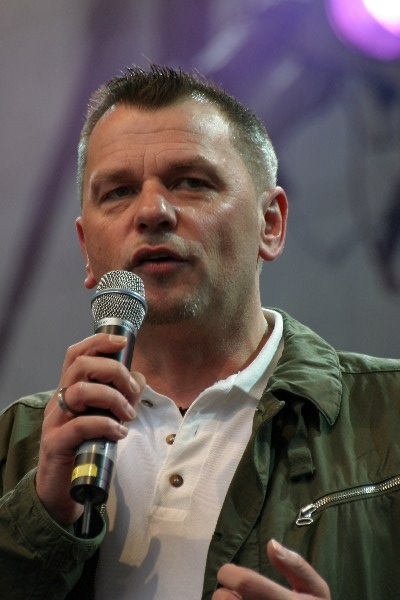
Thomas Niederbühl (2007)

Den Anstoß zur Gründung gab der grüne Stadtrat und VSG-Mitglied Gerd Wolter mit der Absicht, bei den Stadtratswahlen 1990 mit einer eigenen Liste teilzunehmen. An der Gründungsveranstaltung der Rosa Liste München am 2. September 1989 nahmen in den damaligen Räumen des SUB in der Müllerstr. 44 am Gründungstreffen 48 Personen aus verschiedenen schwul-lesbischen Gruppen teil. Bei der Wahlversammlung am 8. Oktober 1989 im Münchner Zunfthaus stellten die 136 Teilnehmer eine „schwulesbische Liste“ auf, zum ersten Mal in der Geschichte der Bundesrepublik. Als Spitzenkandidat wurde der Student Thomas Niederbühl nominiert; Gerd Wolter wurde auf Platz 2 gewählt.
Nachdem die Rosa Liste bei den Stadtratswahlen 1990 und 1994 mit 1,0 % bzw. 1,1 % knapp den Einzug in den Stadtrat verpasst hatte, erreichte sie bei der Kommunalwahl 1996 1,8 % der Stimmen und einen Sitz im Stadtrat. Mit Thomas Niederbühl zog europaweit erstmals ein Vertreter einer schwul-lesbischen Wählergruppe in ein Kommunalparlament ein. Auch lokale Prominenz wie Petra Perle oder Peter Ambacher (bekannt als Miss Piggy), der stadtweiter Häufelkönig wurde, hatten sich 1996 auf der Rosa Liste zur Wahl stellen lassen.
Bei den folgenden Stadtratswahlen gewann die Rosa Liste weiterhin jeweils ein Mandat im Stadtrat, welches stets durch Niederbühl wahrgenommen wird. Seit 1994 kandidierten auch Lesben für den Wahlvorschlag, mit Marion Hölczl (2002) und Rita Braaz (2008 und 2014) als lesbischen Spitzenkandidatinnen auf Platz 2.
Im Stadtrat bildet die Rosa Liste seit 1996 eine Fraktionsgemeinschaft mit den Grünen. SPD, Grüne und Rosa Liste stellten von 1996 bis 2014 und wieder ab 2020 die Regierungs-Koalition im Münchener Rathaus.
Zum 10-jährigen Bestehen zieht Thomas Nieberbühl in einem Interview im Herbst 1999 eine Zwischenbilanz. 1999 forderte die Rosa Liste erfolgreich einen in Deutschland erstmaligen Antidiskriminierungszusatz bei städtischen Stellenausschreibungen. Seit 2003 wird auf ihren Vorschlag hin im Münchner Rathaus die Abschlussparty des CSD (Rathaus-Clubbing) gefeiert. Außerdem ist die Rosa Liste Mitbegründerin von Pink Christmas, des ältesten schwul-lesbischen Weihnachtsmarktes weltweit, der seit 2005 besteht. 2010 wurde mit ihrer Hilfe die Koordinierungsstelle für gleichgeschlechtliche Lebensweisen gegründet. Außerdem unterstützt die Rosa Liste die seit 2013 bestehende Szenepartnerschaft München-Kiew.
Im Jahr 2016 benannte Niederbühl als aktuelles Projekt, „homosexuelle Flüchtlinge [zu] unterstützen […]. Auf der anderen Seite gebe es die Sorge vor schwulenfeindlichen Übergriffen durch Migranten, die aus Gesellschaften kommen, in denen Schwulsein als kriminell gilt.“ Auf die Frage nach den Aufgaben der näheren Zukunft zählte er auf: „Wohnformen, Jung und Alt, Trans- und Intersexualität.“

## Überregionale Bedeutung
Thomas Niederbühls Wahl zeigte bald Wirkung über die Stadtgrenzen hinaus und international. Er wurde 1997 von den Berliner Schwulengruppen eingeladen, denn diese dachten „ernsthaft darüber nach, eine ROSA LISTE aus Protest gegen die geplanten Sparmaßnahmen von CDU und SPD zu gründen“, wozu es wegen der bald folgenden Bürgermeisterwahl von Klaus Wowereit als erstem offen schwulen Spitzenpolitiker und Chef einer neuen, queerfreundlichen Koalition nicht kam. Kölner Queers jedoch gründeten – die Rosa Liste als „vorbildliches Modell“ im Blick – die Regenbogenliste für die Kommunalwahl 1999. Diese errang im Bezirk „Innenstadt“ mit seinem queeren Viertel einen Sitz, trat 2004 aber nicht mehr an.
Politische Hochschulgruppen mit dem Namen „Rosa Liste“ und einer queeren und feministischen Programmatik kandidierten erfolgreich seit 2015 in Marburg und seit 2019 in Frankfurt.
2001 initiierte die Rosa Liste die Einladung von zwei internationalen, queeren Kongressen nach München, der International Gay and Lesbian Travel Association (IGLTA) (7.–10. Juni) und vom 14. bis 17. Juni des Weltkongresses der LGBT-Juden (WCGLBTJ, aktueller Name: Keshet Ga’avah).

## Organisation
Die Rosa Liste ist als eingetragener Verein organisiert. Der ehrenamtliche Vorstand besteht aus Andreas Klose, Wolfgang Scheel und Karin Willers.
Nachdem sich die Geschäftsstelle fast zwei Jahrzehnte in der Klenzestraße 43 befand, ist sie nun unter der Lindwurmstraße 73 zu erreichen.

## Wahlergebnisse und Mandatsträger (München)
Siehe auch: Ergebnisse der Kommunalwahlen in München

### Stadtrat
Die Rosa Liste ist seit 1990 zu allen Stadtratswahlen in München angetreten und erreichte seit 1996 dabei stets genau einen Sitz.
| Kommunalwahl | Stimmenanteil | Sitzanzahl | Mandatsträger     |
| ------------ | ------------- | ---------- | ----------------- |
| 1990         | 1,0 %         | –          | –                 |
| 1994         | 1,1 %         | –          | –                 |
| 1996         | 1,8 %         | 1          | Thomas Niederbühl |
| 2002         | 2,0 %         | 1          | Thomas Niederbühl |
| 2008         | 1,9 %         | 1          | Thomas Niederbühl |
| 2014         | 1,9 %         | 1          | Thomas Niederbühl |
| 2020         | 1,0 %         | 1          | Thomas Niederbühl |

### Bezirksausschüsse
Bei der Kommunalwahl 1990 erreichte die Rosa Liste in vier der alten Bezirksausschüsse je einen Abgeordneten: Isarvorstadt/Schlachthof-Viertel, Isarvorstadt/Glockenbachviertel, Haidhausen und Schwabing-Nord/Milbertshofen/Am Hart. Im September 1992 wurden die Bezirksausschüsse auf die noch heute bestehende Größe zugeschnitten und die Abgeordneten neu verteilt.
| Kommunalwahl | BA 1 | BA 2       | BA 3 | BA 5      |
| ------------ | ---- | ---------- | ---- | --------- |
| 1990         | 1    | 1          | 1    | 1         |
| 1994         | –    | 1          | –    | 1         |
| 1996         | –    | 2 (7,5 %)  | –    | 1 (4,1 %) |
| 2002         | –    | 3 (11,0 %) | –    | –         |
| 2008         | –    | 3 (12,9 %) | –    | –         |
| 2014         | –    | 3 (14,0 %) | –    | –         |
| 2020         | –    | 2 (7,6 %)  | –    | –         |

Außerdem stellte die Rosa Liste von 2002 mit Alexander Miklosy bis zu seinem Tod im Dezember 2018 und danach mit Andreas Klose bis 2020 den Bezirksausschussvorsitzenden im BA 2 Ludwigsvorstadt-Isarvorstadt.